# وارتوهی میناسیان
وارتوهی وارتگسی میناسیان (ارمنی: Վարդուհի Վարդգեսի Մինասյան؛ انگلیسی: Vardouhi Minassian؛ ۲۵ مارس ۱۹۶۹) رهبر ارکستر، نوازنده پیانو، کنسرت‌مایستر اهل ارمنستان است. وی از سال میلادی تاکنون مشغول فعالیت بوده است.

## زندگی‌نامه
وی در ۲۵ مارس ۱۹۶۹ در لنیناکان به دنیا آمد و از کنسرواتوار دولتی کومیتاس ایروان فارغ‌التحصیل گشت. وی در ارکستر فیلارمونیک ارمنستان فعالیت کرده است.